# Nicola Bruni Grimaldi
Nicola Bruni Grimaldi (Nocera Inferiore, 6 novembre 1819 – Nocera Inferiore, 1º luglio 1893) è stato un politico italiano.
Fu senatore del Regno d'Italia nella XVII legislatura.

## Biografia
Figlio di Francesco Bruni e di Acheropita Carramone, nacque nel quartiere di Pietraccetta. Sposò Luisa Benevento.
Fu sindaco di Nocera Inferiore dal 21 luglio 1860 alla fine dell'anno, e dal 1888 al 1º luglio 1893, giorno del decesso avvenuto in via Quartiere (oggi Via Aurelio Bosco Lucarelli). Realizzò il primo acquedotto comunale con le acque della sorgente di Santa Marina.
Fu senatore del Regno dal 4 dicembre 1880.
Con Real Decreto del 3 settembre 1891 fu autorizzato ad aggiungere al proprio il cognome Grimaldi, nobile famiglia genovese, di cui un ramo si trasferì in Campania.